# Болдирівка
Бо́лдирівка — село в Україні, у Куп'янському районі Харківської області. Входить до складу Куп'янської міської громади. Населення становить 125 осіб.

## Географія
Село Болдирівка знаходиться на правому березі річки Сеньок за 3 км від місця впадання її в річки Оскіл. Вище за течією примикає до села Прокопівка, нижче за течією і на протилежному березі — село Осиново. На відстані 1 км проходить автомобільна дорога Р79. 

## Історія
- 1800 — дата заснування.
- До 2020 року орган місцевого самоврядування — Осинівська сільська рада.

## Населення

### Мова
Розподіл населення за рідною мовою за даними перепису 2001 року:
| Мова       | Кількість | Відсоток |
| ---------- | --------- | -------- |
| українська | 115       | 92%      |
| російська  | 10        | 8%       |
| Усього     | 125       | 100%     |

## Об'єкти соціальної сфери
- Фельдшерсько-акушерський пункт.